# کریستال چپل
کریستال چپل (انگلیسی: Crystal Chappell؛ زادهٔ ۴ اوت ۱۹۶۵) یک هنرپیشه اهل ایالات متحده آمریکا است. وی از سال ۱۹۸۹ میلادی تاکنون مشغول فعالیت بوده‌است.

## بخشی از فیلمشناسی
از فیلم‌ها یا برنامه‌های تلویزیونی که وی در آن نقش داشته‌است می‌توان به آثار زیر اشاره کرد.
- روزهای زندگی ما (۱۹۹۰–۱۹۹۳، ۲۰۰۹–۲۰۱۱)
- جسور و زیبا (۲۰۱۲–۲۰۱۳)